# 30-й механізований корпус (СРСР)
30-й механізований корпус — оперативно-тактичне військове об'єднання РСЧА початкового періоду Другої Світової війни в складі 1-ї армії Далекосхідного фронту.

## Історія
Формування корпусу розпочалось в березні 1941 року на Далекому Сході. Частини, що увійшли до складу корпусу, за винятком 60-ї танкової дивізії, перебували на території Приморського краю.
Станом на 1 травня 1941 року в складі корпусу перебувало: 942 танки (з них жодного Т-34 та КВ), 70 бронеавтомобілів, 1725 автомобілів, 118 тракторів та інше озброєння.
В середині липня 1941 року управління 30-го механізованого корпусу було розформовано. Дивізії та полки стали окремими в складі 1-ї армії (58-ма танкова і 239-та моторизована), 15-ї армії (60-та танкова) та 35-ї армії (29-й мотоциклетний полк).

## Склад корпусу
- Управління і штаб (в/ч 8354, Монастирище);
- 58-ма танкова дивізія (в/ч 8457, Монастирище) — командир — полковник Котляров Олександр Андрійович;
- 60-та танкова дивізія (в/ч 8403, Біробіджан) — командир — генерал-майор танкових військ Попов Олексій Федорович;
- 239-та моторизована дивізія (в/ч 8922, Іман) — командир — полковник Мартиросян Гайк Оганесович;
- 29-й мотоциклетний полк (в/ч 8482, Лісозаводськ);
- 401-й окремий батальйон зв'язку (в/ч 8395);
- 402-й окремий моторизований інженерний батальйон (в/ч 8413);
- 130-та окрема корпусна авіаескадрилья (в/ч 5643).

## Командування корпусу
- Командир корпусу — генерал-лейтенант Голубовський Василь Степанович;
- Заступник зі стройової частини — полковник Другов Павло Ілліч (з 16.05.41 р.).;
- Заступник з політичної частини — бригадний комісар Соколов Іван Митрофанович (6.03.41-19.07.41);
- Помічник з технічної частини — підполковник Кулагін Федір Тимофійович;
- Начальник штабу — полковник Гетьман Андрій Лаврентійович.